# 李柳琼
李柳琼（1939年7月—），女，广东五华人，生于广西柳州，中国环境工程专家，曾任第八届全国政协委员。